# Outlaw Star
Outlaw Star (星方武侠アウトロースター?, Seihō Bukyō Autorō Sutā) è un manga ed un anime creata da Takehiko Ito. In Italia il manga è stato pubblicato dalla Planet Manga, mentre l'anime è tuttora inedito.
La serie ha dato vita anche ad uno spin-off dal titolo Angel Links del 1999.

## Trama
Nel futuro era Towards Stars molti sistemi solari sono stati aperti al traffico spaziale. Fra le popolazioni nomadi c'è una piccola parte di loro che si è dedicata alla caccia di taglie, ovvero la cattura di criminali in cambio di lauti pagamenti. Gene Starwind (ジーン･スターウインド?, Jīn Sutāuindo) e il piccolo James "Jim" Hawking (ジム･ホーキング?, Jimu Hōkingu) sono proprio due cacciatori di taglie e vengono ingaggiati per proteggere il capitano Hilda che ha tra le mani un androide, Melfina (メルフィナ?, Merufina).
Melfina è l'unico essere in grado di pilotare una nave spaziale chiamata "XGP-15A II", ed in seguito soprannominata "Outlaw Star", a cui sono interessati anche i terribili Kei Pirates. Dopo la morte di Hilda si uniranno ai due cacciatori spaziali e Melfina anche la ragazza gatto Aisha Clanclan (エイシャ･クランクラン?, Eisha Kurankuran) e "Twilight" Suzuka (黄昏の鈴鹿?, Tasogare no Suzuka), una samurai assassina.

## Episodi

Logo della serie

La serie animata è stata prodotta in 26 episodi, trasmessi in Giappone a partire dall'8 gennaio 1998.
| Nº | Titolo italiano Giapponese 「Kanji」 - Rōmaji                                       | In onda          | In onda |
| Nº | Titolo italiano Giapponese 「Kanji」 - Rōmaji                                       | Giapponese       |         |
| 1  | Outlaw Star 「無法の星」 - muhō no hoshi                                            | 8 gennaio 1998   |         |
| 2  | The Star of Desire 「欲望の星」 - yokubō no hoshi                                   | 15 gennaio 1998  |         |
| 3  | Into Burning Space 「燃える宇宙へ」 - moe ru uchū he                                | 22 gennaio 1998  |         |
| 4  | When Hot Ice Melts 「熱き氷の溶けるとき」 - atsuki koori no toke rutoki             | 29 gennaio 1998  |         |
| 5  | The Beast Girl Ready to Pounce 「待ち伏せる獣娘」 - machi fuse ru kemono musume     | 5 febbraio 1998  |         |
| 6  | The Beautiful Assassin 「麗しき暗殺者」 - uruwashi ki ansatsu mono                  | 12 febbraio 1998 |         |
| 7  | Creeping Evil 「忍び寄る魔手」 - shinobi yoru ma te                                 | 19 febbraio 1998 |         |
| 8  | Forced Departure 「腕ずくの発進」 - udezuku no hasshin                              | 26 febbraio 1998 |         |
| 9  | A Journey of Adventure! Huh? 「冒険の旅…え？」 - bōken no tabi... e?                | 5 marzo 1998     |         |
| 10 | Gathering for the Space Race 「宇宙レースに集う」 - uchū resu ni tsudō              | 12 marzo 1998    |         |
| 11 | Adrift in Subspace 「亜空間漂流」 - akūkan hyōryū                                   | 19 marzo 1998    |         |
| 12 | Mortal Combat with the El Dorado 「エルドラド号との死闘」 - erudorado gō tono shitō | 26 marzo 1998    |         |
| 13 | Advance Guard From Another World 「異星よりの尖兵」 - isei yorino senpei            | 2 aprile 1998    |         |
| 14 | Final Countdown 「ファイナル.カウントダウン」 - fainaru. kauntodaun                 | 9 aprile 1998    |         |
| 15 | The Seven Emerge 「七人衆現わる」 - shichinin shū arawa ru                          | 16 aprile 1998   |         |
| 16 | Demon of the Water Planet 「星の海の悪魔」 - hoshi no umi no akuma                  | -                |         |
| 17 | Between Man and Machine 「生命と機械の間で」 - seimei to kikai no kan de            | 23 aprile 1998   |         |
| 18 | The Strongest Woman in the World 「宇宙最強の女」 - uchū saikyō no onna             | 30 aprile 1998   |         |
| 19 | Law and Lawlessness 「法と無法」 - hō to muhō                                       | 7 maggio 1998    |         |
| 20 | Cats and Girls and Spaceships 「猫と少女と宇宙船」 - neko to shōjo to uchūsen       | 14 maggio 1998   |         |
| 21 | Grave of the Dragon 「龍の墓標」 - ryū no bohyō                                     | 21 maggio 1998   |         |
| 22 | Gravity Jailbreak 「重力脱獄」 - jūryoku datsugoku                                  | 28 maggio 1998   |         |
| 23 | Hot Springs Planet Tenrai 「温泉惑星天鈴」 - onsen wakusei ten suzu                 | -                |         |
| 24 | Cutting to the Galactic Leyline 「龍脈突入」 - ryū myaku totsunyū                   | 11 giugno 1998   |         |
| 25 | Maze of Despair 「絶望への迷宮」 - zetsubō heno meikyū                              | 18 giugno 1998   |         |
| 26 | Return to Space 「空へ還る」 - sora he kan ru                                       | 25 giugno 1998   |         |

## Colonna sonora
- Sigla di apertura

Through the Night cantata da Masahiko Arimachi
- Sigle di chiusura

Hiru no Tsuki cantata da Arai Akino (eps. 01-13)
Tsuki no Ie cantata da Arai Akino (eps. 14-26)